# Marco Rossi (ur. 1987)
Marco Rossi (ur. 30 września 1987 w Parmie) – włoski piłkarz występujący na pozycji obrońcy. Zawodnik klubu Wellington Phoenix.

## Kariera klubowa
Marco Rossi zawodową karierę rozpoczął w 2005 w Parmie. 22 października zadebiutował w rozgrywkach Serie A, a jego zespół przegrał z Fiorentiną 1:4. Łącznie w sezonie 2005/2006 Rossi rozegrał dla Parmy 10 ligowych pojedynków, a w pierwszej części rozgrywek 2006/2007 wziął udział w czterech spotkaniach. W tym czasie grał u boku takich zawodników jak Daniele Bonera, Fernando Couto, Mark Bresciano, Bernardo Corradi i Vincenzo Grella.
W styczniu 2007 Rossi został wypożyczony do Modeny, z którą jako zawodnik pierwszego składu zajął 15. miejsce w Serie B. Po zakończeniu sezonu Włoch powrócił do Parmy. Podczas rozgrywek 2007/2008 wziął udział w 15 ligowych meczach i razem ze swoją drużyną spadł do drugiej ligi. Tam w linii obrony występował razem z takimi graczami jak Luca Antonelli, Magnus Troest, Giulio Falcone, Paolo Castellini i Massimo Paci. W sezonie 2008/2009 Parma zajęła drugą lokatę w Serie B i awansowała do pierwszej ligi.
19 lipca 2009 Rossi został wypożyczony do Sampdorii i stał się jej podstawowym graczem. Latem 2010 wypożyczono go do Bari. W 2011 odszedł do Ceseny. 31 marca 2014 podpisał kontrakt z Perugią. 1 lutego 2015 został wypożyczony na 6 miesięcy do włoskiego klubu Varese.

## Kariera reprezentacyjna
Rossi ma za sobą występy w młodzieżowych reprezentacjach Włoch, dla których rozegrał 18 spotkań. W latach 2007–2008 był członkiem zespołu do lat 21, w którym zadebiutował 1 czerwca 2007 podczas wygranego 4:0 meczu z Albanią.